# Philip Daubenspeck
Philip Burton Daubenspeck, né le 28 octobre 1905 à Los Angeles et mort le 6 mars 1951 à Los Angeles, est un joueur de water-polo américain. 

## Carrière
Joueur du Los Angeles Athletic Club et de l'équipe des États-Unis de water-polo masculin, il est médaillé de bronze olympique aux Jeux d'été de 1932 à Los Angeles. Il joue tous les matchs du tournoi.
Aux Jeux olympiques de 1936 à Berlin, la sélection américaine est éliminée dès le premier tour ; Philip Daubenspeck joue les trois matchs.